# 蛍のあかり
『蛍のあかり』（ほたるのあかり）は福原鉄平による漫画。「コミックガム」（ワニブックス）において1999年から2000年にかけて不定期に連載された。年の離れた兄妹が地方を渡り歩き、超常的な事件を人外の力で解決へ導く伝奇漫画。

## 概要
千霧と蛍の兄妹が寂れた地方の町を訪れると、蛍は転入生として、千霧は臨時教員としてその土地の小学校へ入り込む。そこで密かに起きている事件へ二人は引き寄せられるように関わり、二人の力が真実を暴いていく。
昭和期を思わせるノスタルジックな地方都市を独特の筆致で描き出している。

## 登場人物
夏月蛍（かげつ けい）
小学4年生。人見知りが激しく、千霧以外の人間にはなかなか懐かない。しかし事件の犠牲となっている女子生徒とは不思議と仲良くなりやすい。トレードマークのワンピース、大きなリボン、靴、ランドセルは全て赤でまとめられている。
夏月千霧（かげつ ちぎり）
蛍の年の離れた兄。臨時教員となって、小学校で起きている事件の真相を探る。その正体は境貴族（きょうきぞく）と呼ばれる人外の存在であり、蛍の血と記憶と引き換えに本当の力を発揮する。

## 単行本
2000年7月10日発行 ISBN 978-4-8470-3353-7